# Heroldstatt
Heroldstatt település Németországban, azon belül Baden-Württembergben. Lakosainak száma 2989 fő (2023. december 31.).

## Népesség
A település népessége az elmúlt években az alábbi módon változott:
| Lakosok száma | 1643 | 1846 | 1892 | 1823 | 1862 | 2244 | 2462 | 2650 | 2755 | 2989 |
|               | 1961 | 1968 | 1974 | 1981 | 1988 | 1994 | 2001 | 2008 | 2014 | 2023 |